# متحف فاسيلي فاسيليفيتش فرشاغن للفنون
متحف فاسيلي فاسيليفيتش فرشاغن للفنون (بالأوكرانية: Миколаївський художній музей імені В. В. Верещагіна) هو متحف فني يحمل اسم الفنان فاسيلي فرشاغن في ميكولايف (نيكولايف بالروسية)، أوكرانيا.

## تاريخه
أسس المتحف أعضاء جمعية محلية لمحبي الفنون الجميلة كنصب تذكاري للفنان فاسيلي فرشاغن في 1914. وُضعت المجموعة الأولى من المتحف في حجرة الحراسة السابقة للقسم العسكري. تضمنت الأعمال تلك التي تبرعت بها أكاديمية الفنون، ومتحف ألكسندر الثالث الروسي، والمقتنيات التي أرسلتها السيدة ليديا فاسيليفنا، أرملة فاسيلي فرشاغن.
بلغت مجموعة المتحف ما يقرب من 1000 قطعة وعمل فني عشية الحرب الوطنية العظمى. نُهب المتحف خلال فترة الاحتلال الفاشي. بدأ ترميم المتحف عقب تحرير ميكولاييف. وعاد للعمل في الحجرة القديمة الصغيرة في 1945.
يحتوي المتحف على أعمال تخص فاسيلي فاسيليفيتش فرشاغن، وأعمال رسامين مثل إيفان إيفازوفسكي، روفين سودكوفسكي ومارك أنتوكولسكي. شاركت متاحف أخرى في تشكيل مجموعة ما بعد الحرب بما في ذلك متحف كييف للفن الروسي، ومتحف كييف للفن الغربي والشرقي، ومتحف أوديسا للفنون.
توسعت مجموعة المتحف بانتظام بمساعدة اتحاد الجمهوريات الاشتراكية السوفيتية واتحاد الفنانين في اتحاد الجمهوريات الاشتراكية السوفيتية والمنظمات الأخرى وكذلك من المجموعات الخاصة خلال فترة 1970-1980.
ظهر اهتمام خاص نحو التقاليد الفنية في المنطقة من 1980 إلى 1990. اشترت منظمة نيكولاييف للفنانين أقدم أعمال للفنانين: دي. كيه. كرينيف، آر. إس. سوكولوف، إس. م. ستارتشوسا، إف. فيرسوف وآخرون. وحالياً يضم متحف فاسيلي فرشاغن للفنون المجموعة الأكثر شمولاً لأعمال فنانين نيكولاييف المعاصرين مثل: إم. رايازنيانسكي، في.آي. زولوتوخين، دي. إيه. أنتونيوك، إيه. بي. زافغورودني، إن. إيه. بيريزنوي، واي. إيه بولافيتسكوغو، إس. إف. شينكيفيتش، إن. إيه. ماندريكوفا-دونتشيك وفي. إس. بوكوسينكو.
انتقل المتحف إلى مبنى جديد واسع في 1986. يوجد معرض للفنون الوطنية في قاعات الطابقين الثاني والثالث والتي تشمل اللوحات والمنحوتات والفنون والحرف اليدوية وفنون الرسم. توجد قاعة منفصلة في المتحف تعرض فيها الأعمال الفنية لأوروبا الغربية.
منحت الأكاديمية الروسية للفنون والمؤسسة الخيرية للحفاظ على ميراث فاسيلي فرشاغن المتحف ميدالية ذهبية في 2002 وذلك لترميمه أعمال الفنان والحفاظ والترويج لها.
مُنح المتحف ميدالية فضية في 28 يوليو 2009 وفقاً لقرار هيئة رئاسة الأكاديمية الأوكرانية للفنون، للترويج الفني وجدارة التعليم الجمالي لجيل الشباب، وبمناسبة الذكرى 95 لتأسيس المتحف.

## معرض الصور

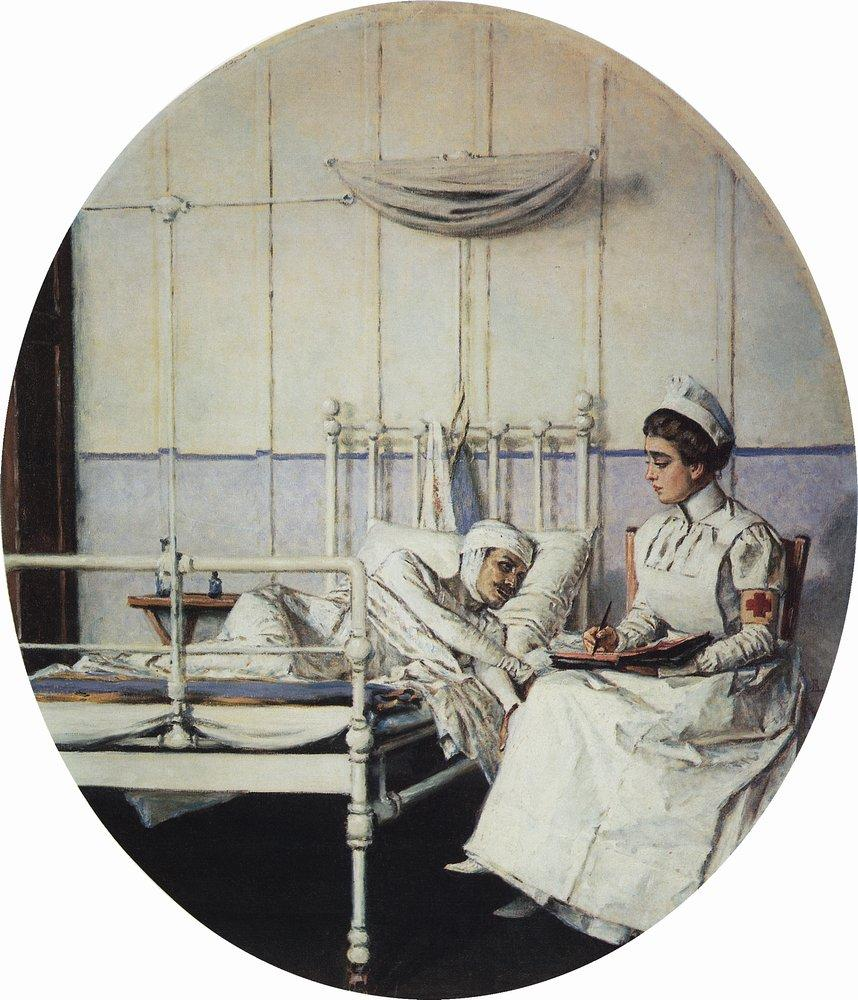
«خطاب إلى الوطن»، فاسيلي فرشاغن
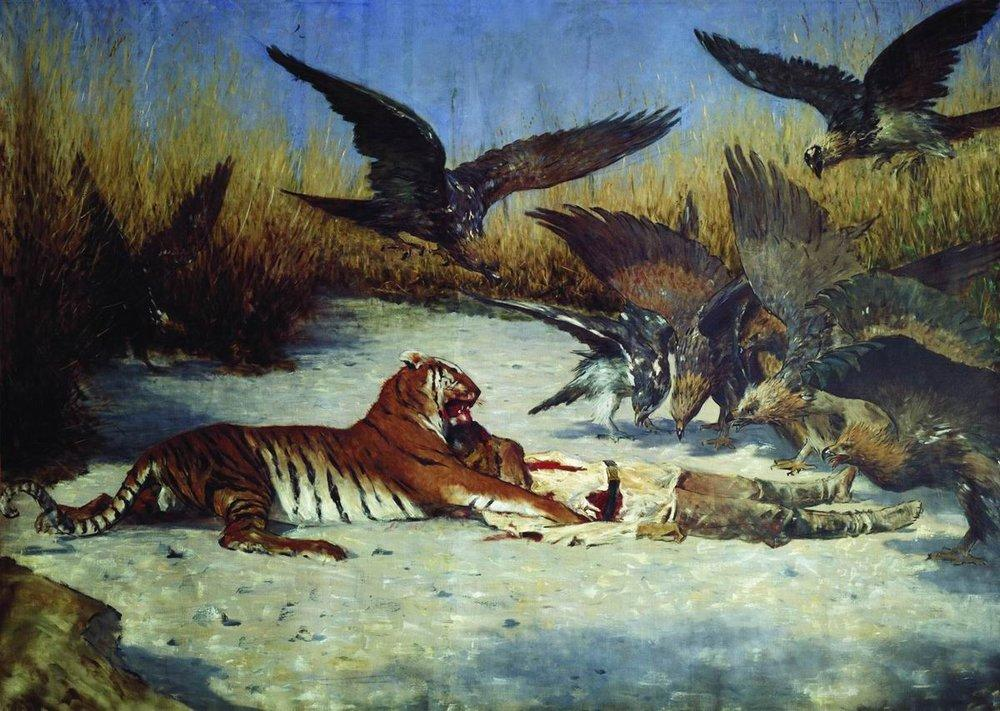
«آكلي لحوم البشر»، فاسيلي فرشاغن
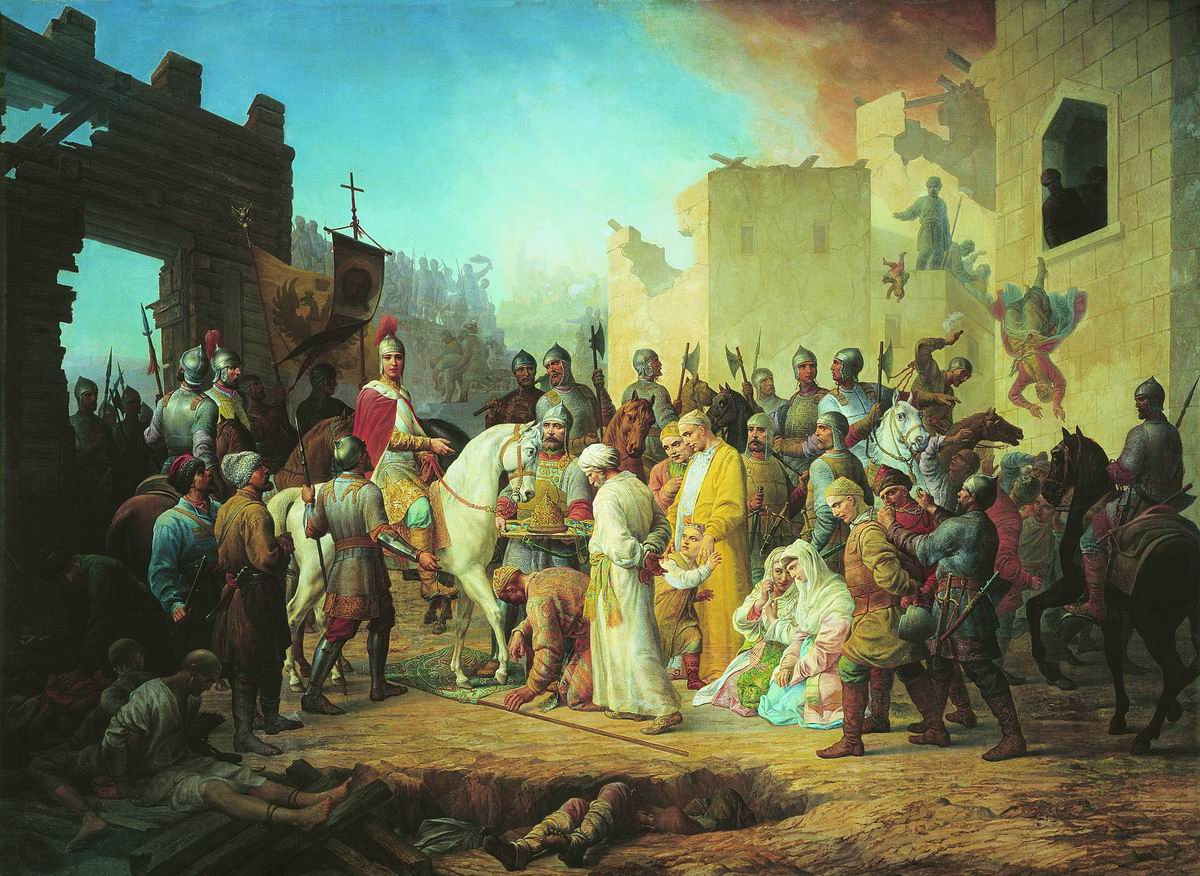
«سقوط قازان»، شمشين، 1894

## وصلات خارجية
- Официальный сайт الموقع الرسمي نسخة محفوظة 23 أغسطس 2010 على موقع واي باك مشين.
- The Vereshchagin Museum of Art in Mykolaiv. Album. Kyiv, Mistectvo, 1984. 148 pages.
- Николаевский художественный музей им. В. В. Верещагина на сайте проекта «Виртуальный Николаев»
- Николаевский областной художественный музей имени В. В. Верещагина на сайте «Города Украины в улицах и лицах»